# Paolo Borsellino
Paolo Borsellino (n. 19 ianuarie 1940, Palermo, Italia – d. 19 iulie 1992, Palermo, Italia) a fost un magistrat italian anti-Mafia, asasinat în Palermo cu o mașină-capcană, la mai puțin de două luni după colegul său Giovanni Falcone.

## Biografia
Fiul lui Diego Borsellino și al Mariei Lepanto, Paolo s-a născut la Palermo în cartierul La Kalsa al clasei medii, în care au locuit printre alții și Giovanni Falcone și Tommaso Buscetta. Familia lui Paolo era formată din sora sa mai mare Adele (1938-2011), fratele mai mic Salvatore (1942) și mezina Rita (1945).
După ce a frecventat școala elementară, Borsellino s-a înscris la liceul clasic „Giovanni Meli” din Palermo. În anii de liceu, a de venit director al ziarului școlar Agorà.
La 11 septembrie 1958, s-a înscris la Facultatea de Drept din Palermo cu numărul matricol 2301. După un conflict între studenții „negri” și cei „roșii”, a ajuns și el în fața magistratului Cesare Terranova, care l-a achitat de orice fapte. Judecătorul a decis că Borsellino nu a fost implicat în acel episod. Provenit dintr-o familie cu simpatii politice către dreapta, în 1959 s-a înscris în Fronte Universitario d'Azione Nazionale, organizație afiliată cu Movimento Sociale Italiano din partea căruia a devenit membru al executivului provincial și a fost ales ca reprezentant studențesc pe listele Fronte Universitario d'Azione Nazionale "Fanalino" din Palermo.
La 27 iunie 1962, la douăzeci și doi de ani, Borsellino a absolvit cu 110 puncte și magna cum laude cu o teză despre „Scopurile urmăririi penale” avându-l ca îndrumător pe profesorul Giovanni Musotto. După câteva zile, din cauza unei boli, tatăl său a murit la cincizeci și doi de ani. Borsellino s-a implicat astfel în gestionarea farmaciei tatălui său până la absolvirea facultății de farmacie de către sora sa Rita. În această perioadă, farmacia a fost dată un gestiome pentru o sumă modică, 120.000 lire pe lună iar familia Borsellino a fost obligată să facă mari sacrificii financiare. Paolo a fost scutit de serviciul militar ca fiind „unic susținător al familiei”.
În 1967 Rita a absolvit facultatea de farmacia și primul salariu de magistrat al lui Paolo a folosit la plata taxelor.
La 23 decembrie 1968 s-a căsătorit Agnese Piraino Leto, fiica lui Angelo Piraino Leto, la acea vreme magistrat, președinte al tribunalului din Palermo. Soția sa Agnese i-a născut trei copii: Lucia, Manfredi e Fiammetta.

## Cariera de procuror
În 1963, Borsellino a participat la concursul de admitere în magistratură; a obținut al douăzeci și cincilea din 171 din locuri puse în concurs, cu 57 de puncte, devenind cel mai tânăr magistrat din Italia. A început pregătirea de uditore giudiziario, pe care a terminat-o în 14 septembrie 1965 când a fost numit la tribunalul civil din Enna. În 1967 a fost numit pretor la Mazara del Vallo. În 1969 s-a transferat tot ca pretor la Monreale, unde a lucrat împreună cu Emanuele Basile, căpitan de Carabinieri. Aici a avut primul contact cu mafia incipientă a corleonesilor.
La 21 martie 1975, a fost transferat la Palermo și la 14 iulie a intrat la biroul de pregătiri pentru drept penal sub îndrumarea lui Rocco Chinnici. Cu Chinnici a început o relație descrisă mai târziu de sora sa Rita Borsellino și de Caterina Chinnici, fiica șefului biroului, ca o „adopție” nu doar profesională. Apropierea dintre cei doi și dintre familiile acestora a fost una foarte mare, și lui Paolo i-a încredințat-o Chinnici pe fiica sa pentru pregătire, și ea îmbrățișând aceeași carieră.
În februarie 1980, Borsellino a obținut arestarea primilor mafioți anchetați de el, printre care Giulio Di Carlo și Andrea Di Carlo aflați în legătură Leoluca Bagarella. Datorită anchetei efectuată de Basile și Borsellino asupra contractelor trucate la Palermo în favoarea exponenților Cosa Nostra a descoperit logodna între Leoluca Bagarella și Vincenza Marchese, sora lui Antonino Marchese, un alt Boss important. La 4 mai 1980 Emanuele Basile a fost asasinat iar familia Borsellino a fost pusă sub protecția poliției.

### Poolul antimafie
În acel an s-a constituìt „poolul” antimafie în care, sub îndrumarea lui Chinnici au lucrat mai mulți magistrați (printre alții, Falcone, Borsellino, Giuseppe Di Lello, Leonardo Guarnotta, Giovanni Barrile) și funcționari ai poliției (Cassarà și Montana).
Conform declarațiilor aceluiași Borsellino, poolul a luat naștere cu scopul de a rezolva problema procurorilor care lucrau independent, separat, fiecare pentru el, fără a se putea realiza un schimb de informații între cei care se ocupau de chestiuni legate între ele, ceea ce ar fi fost mult mai eficient în cazul unei urmăriri penale coordonate care să poată înfrunta fenomenul mafiot în ansamblul său. Unul dintre primele exemple concrete de coordonare operativă a fost colaborarea între Borsellino și „proaspăta achiziție” Di Lello, pe care Chinnici îl dorise și îl ceruse în echipă: Di Lello lua zilnic documente furnizate de Borsellino și pe care i le înapoia a doua zi dimineață, după ce le studia; a fost cazul majorității notițelor necesare în lupta antimafie. În scurt timp, fără disensiuni din rațiuni politice (Borsellino era de dreapta, Di Lello se autodefinea drept „social-comunist”) care pentru ei erau cel mult subiect de bancuri, chiar și între cei doi, relația profesională a devenit și prietenie în viața personală. Formarea unei baze de cunoștințe comune a fost unul dintre efectele, dar mai ales unul din scopurile formării poolului: așa cum spunea Guarnotta, am pornit să explorăm o lume care pentru noi până atunci era necunoscută în esența ei.
În cadrul poolului s-a format o „ierarhie de facto”, după cum spunea Di Lello: fondată pe calitățile personale ale lui Falcone și Borsellino - conform aceluiași coleg - de „mare inteligență, o memorie deosebită și mare capacitate de muncă”; iar colegii mai noi nu disputau această supremație, fie și din teama de a fi înlocuiți.
Toți componenții poolului cereau expres intervenția statului, care nu a sosit. În 1982, după uciderea deputatului comunist Pio La Torre, ministrul de interne Virginio Rognoni l-a trimis la Palermo ca prefect pe generalul de Carabinieri Carlo Alberto Dalla Chiesa, care chiar împotriva mafiei din Sicilia își începuse cariera oficială. Când și acesta a fost ucis, după doar 100 de zile, în masacrul din via Carini, parlamentul italian a reușit să adopte așa-zisa „lege Rognoni-La Torre” prin care se instituia delictul de „asociere mafiotă” (articolul 416 bis din codul penal) prin care poolul avea să-l exploateze pentru a extinde investigațiile în domeniul bancar, și a cercetării spălărilor de bani; aceasta era calea pe care Giovanni Falcone și colegii săi din pool doreau cel mai mult să o urmeze, o cale a anchetelor financiare deschisă cu ani în urmă de către Boris Giuliano (a cărui ucidere era anchetată de căpitanul Basile când a fost și el la rândul său asasinat) cu ocazia cercetării legăturilor dintre capul mafiot Leoluca Bagarella și dubiosul finanțator Michele Sindona.
La 29 iulie 1983 Rocco Chinnici a fost ucis cu un automobil-capcană, și după câteva zile a sosit la Palermo de la Florența Antonino Caponnetto. Poolul a cerut o mobilizare generală împotriva mafiei. În 1984 a fost arestat Vito Ciancimino, iar Tommaso Buscetta (denumit în mediul mafiot „Don Masino”), prins la São Paulo și extrădat în Italia, a început să colaboreze cu justiția.
Buscetta a descris detaliat structura mafiei, despre care până atunci se știau prea puține. În 1985 au fost uciși de către Cosa Nostra, la câteva zile distanță unul de altul, comisarul Giuseppe Montana și vicechestorul Ninni Cassarà (împreună cu agentul Roberto Antiochia). Falcone și Borsellino au fost transferați, pentru siguranța lor, la închisoarea Asinara, unde au început să scrie rechizitoriul pentru așa-numitul „maxiproces”, în care au fost trimiși în judecată 475 de inculpați. S-a aflat mai târziu că administrația penitenciarului a trimis celor doi magistrați o factură pentru cazare.

#### Borsellino la Marsala
Borsellino a cerut și a obținut (la 19 decembrie 1986) să fie numit procuror republican în Marsala. Numirea a făcut abstracție de limitele de vechime în serviciu care ar fi fost altfel necesare.
Conform colegului Giacomo Conte, hotărârea de descentralizare și de asumare a unui rol autonom răspundea unei intuiții a lui conform căreia centralizarea anchetelor sub îndrumarea unei singure persoane o expunea pe aceasta nu doar riscului de dezordine generalizată în acțiunile contra mafiei, ci și a aceluia ca anchetele să fie cu ușurință compromise de un singur magistrat care ar putea să nu păstreze secretul; această locație, „doar aparent periferică”, a fost, conform aceluiași autor, exemplu al eficienței acestei colaborări la distanță.
Umberto Lucentini, unul dintre biografii săi, a afirmat că Borsellino a observat în schimb importanța crescândă a grupărilor trapaneze, și a lui Totò Riina și Bernardo Provenzano, în cadrul rețelei criminale Cosa Nostra, care, de exemplu în jurul orașului Mazara del Vallo și în Belice, avea interese notabile ce trebuia să fie urmărite îndeaproape.
De altă părere a fost însă Leonardo Sciascia, scriitor sicilian, care în articolul publicat în Corriere della Sera din 10 ianuarie 1987, a criticat această numire, invitând cititorul să ia la cunoștință că „în Sicilia nimic nu valorează mai mult pentru a face carieră în magistratură, decât a lua parte la procesele mafiei”. Este vorba despre cunoscuta controversă a așa-numiților „profesioniști anti-mafia”. Borsellino a comentat abia după moartea lui Falcone, vorbind la 25 iunie 1992 la o dezbatere organizată de La Rete și de revista MicroMega, despre starea lupte antimafia după masacrul de la Capaci: „Totul a început cu acel articol despre profesioniștii anti-mafia”.

#### Către sfârșit
În 1987, când maxiprocesul se îndrepta spre final, cu prezentarea rezultatelor anchetei poolului și pronunțarea a 19 condamnări la închisoare de viață și a altor pedepse privative de libertate totalizând 2.665 de ani de închisoare, Caponnetto a părăsit poolul din motive de sănătate și cu toții (inclusiv Borsellino) se așteptau ca în locul său să fie nominalizat Falcone, dar Consiliul Superior al Magistraturii nu a fost de acord și în 19 ianuarie 1988 l-a numit pe Antonino Meli; au apărut temeri că poolul ar urma să fie desființat.
Borsellino a vorbit despre aceasta în public de mai multe ori, povestind ce se întâmpla la parchetul din Palermo. În particular, în două interviuri din 20 iulie 1988 din la Repubblica și L'Unità, referindu-se la CSM, el a declarat printre altele explicit: „era nevoie să fie numit Falcone pentru a garanta continuitatea Biroului”, „au destrămat poolul antimafie”, „i-au luat lui Falcone marile anchete”, „echipa mobilă nu mai există”, „ne-am întors cu 10 sau 20 de ani în urmă”. Pentru aceste declarații, el a riscat sancțiuni disciplinare (a fost pus sub investigație). În sus-menționata dezbatere din 25 iunie 1992 din Biblioteca Comunală din Palermo, el a mai spus: „pentru denunțarea acestui adevăr, am riscat consecințe profesionale din cele mai grave, și poate că și asta am luat-o în calcul, dar, mai rău, Consiliul Superior a deconspirat imediat  care era adevăratul său obiectiv: ca profitând de problema pe care am ridicat-o, să fie eliminat cât mai repede Giovanni Falcone. Și am luat și asta în calcul, pentru că eram sigur că el avea să fie eliminat oricum; mi-am zis: cel puțin, dacă trebuie eliminat, măcar să știe opinia publică, măcar să moară poolul antimafia în fața tuturor, nu în tăcere. Opinia publică a făcut minuni, pentru că și-a amintit de acea vară fierbinte din august 1988, opinia publică s-a mobilizat și a obligat Consiliul Superior al Magistraturii să-și revoce în parte decizia sa anterioară din 1 august, într-atât încât la 15 septembrie, deși șchipătând, poolul antimafia a fost repus în picioare.” În aceeași intervenție, el a comentat nenominalizarea lui Falcone: „S-a deschis cursa pentru succesiunea în funcția de la urmăriri penale de la tribunalul din Palermo. Falcone a depus cerere de numire, dar a început imediat să fie șicanat, și de ziua mea Consiliul Superior al Magistraturii ne-a făcut acest cadou: l-a preferat pe Antonino Meli.”
În urma intervenției președintelui țării Francesco Cossiga, s-a hotărât totuși deschiderea unei anchete asupra a ce anume s-a întâmplat în Palatul de Justiție.
La 31 iulie CSM l-a convocat pe Borsellino, reiterând acuzațiile aduse împotriva lui. La 14 septembrie Antonino Meli, pe baza unei hotărâri bazată doar pe vechimea în magistratură, a fost numit șef al poolului; Borsellino s-a întors la Marsala, unde și-a reluat munca grea împreună cu alți magistrați tineri, unii aflați la prima funcție. În acele zile a început dezbaterea pentru formarea unei Superprocuraturi și pentru numirea unui șef al acesteia, și între timp Falcone a fost chemat la Roma pentru a prelua conducerea direcției de cercetări penale și de acolo a făcut presiuni pentru înființarea Superprocuraturii.
Cu Falcone la Roma, Borsellino a cerut transferul la procuratura din Palermo și la 11 decembrie 1991 a revenit ca procuror adjunct, cu Antonio Ingroia ca rezervă.

## Războiul deschis cu mafia și asasinarea
În septembrie 1991, mafia deja trasase planul pentru uciderea lui Borsellino. Pentru punerea sa în aplicare a fost desemnat Vincenzo Calcara, picciotto din zona Castelvetrano, care a primit de la Cupola mafiotă, prin gura lui Francesco Messina Denaro (șeful grupării din Trapani), ordin să fie gata pentru execuție, care urma să fie efectuată cu o armă cu lunetă sau cu un automobil-capcană. Foarte onorat de însărcinarea primită, care i-ar fi permis ascensiunea în ierarhia mafiotă, Calcara aștepta ordinul de a intra în acțiune ca lunetist.
Calcara a fost însă arestat la 5 noiembrie iar situația sa în închisoare a devenit foarte periculoasă, întrucât, așa cum el însuși a arătat, el avea o relație cu fiica unuia dintre capii Cosa Nostra, dezechilibru cu totul contrar „regulilor” mafiote și suficient pentru a-l costa viața; deși câtă vreme era doar urmărit el putea fi în continuare utilizat pentru „treburi murdare”, când a fost închis a mai rămas doar să fie condamnat la moarte de organizație. Înainte de a termina perioada de izolare, Calcara a hotărât să colaboreze cu justiția și s-a întâlnit chiar cu Borsellino, căruia i-a dezvăluit planul și însărcinare primită, spunându-i: „dv. trebuie să știți că eu eram tare fericit să vă omor”. Curând după aceea, Calcara a povestit că l-a întrebat pe Borsellino dacă poate să-l îmbrățișeze, iar acesta ar fi comentat: „în viața mea mi-am putut imagina  multe, dar nu că mă va îmbrățișa un om de onoare”.
În după-amiaza de 19 mai 1992, în timpul alegerilor prezidențiale, secretarul de atunci MSI Gianfranco Fini a dat indicații parlamentarilor săi să-l voteze pe Paolo Borsellino pentru funcția de președinte al țării, obținând 47 de voturi în acel tur de scrutin.

### Declarații și refuzuri

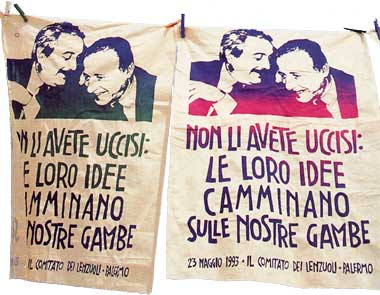
Cearşafuri imprimate în memoria lui Falcone şi Borsellino: „Nu i-aţi ucis: ideile lor merg pe picioarele noastre”

Borsellino a dat interviuri și a participat la mai multe întruniri în care a denunțat izolarea procurorilor și incapacitatea sau lipsa de voință politică de a da răspunsuri clare și hotărâte în lupta cu criminalitatea. Într-unul din acestea, Borsellino a descris motivele care au dus la uciderea judecătorului Rosario Livatino și a prefigurat sfârșitul la care este sortit orice jurist „supraexpus”.
La o lansare de carte ("Gli uomini del disonore", de Pino Arlacchi) în prezența miniștrilor de interne și de justiție, Vincenzo Scotti și Claudio Martelli, precum și a șefului poliției Vincenzo Parisi, publicul l-a întrebat pe Borsellino dacă intenționează să candideze ca succesor al lui Falcone în „Superprocuratură”; la răspunsul său negativ, Scotti a intervenit anunțând că el și Martelli au căzut de acord ca CSM să redeschidă concursul și să-l invite oficial să candideze. Borsellino nu a răspuns în cuvinte, dar biograful său Lucentini i-a consemnat reacția: „pe chipul său se citea o indignare fără margini”. I-a răspuns ministrului în scris, după câteva zile: „Dispariția lui Giovanni Falcone m-a făcut destinatarul unei dureri care mă împiedică să mă fac beneficiar al efectelor unui eveniment atât de tragic”.

### Masacrul din via d'Amelio

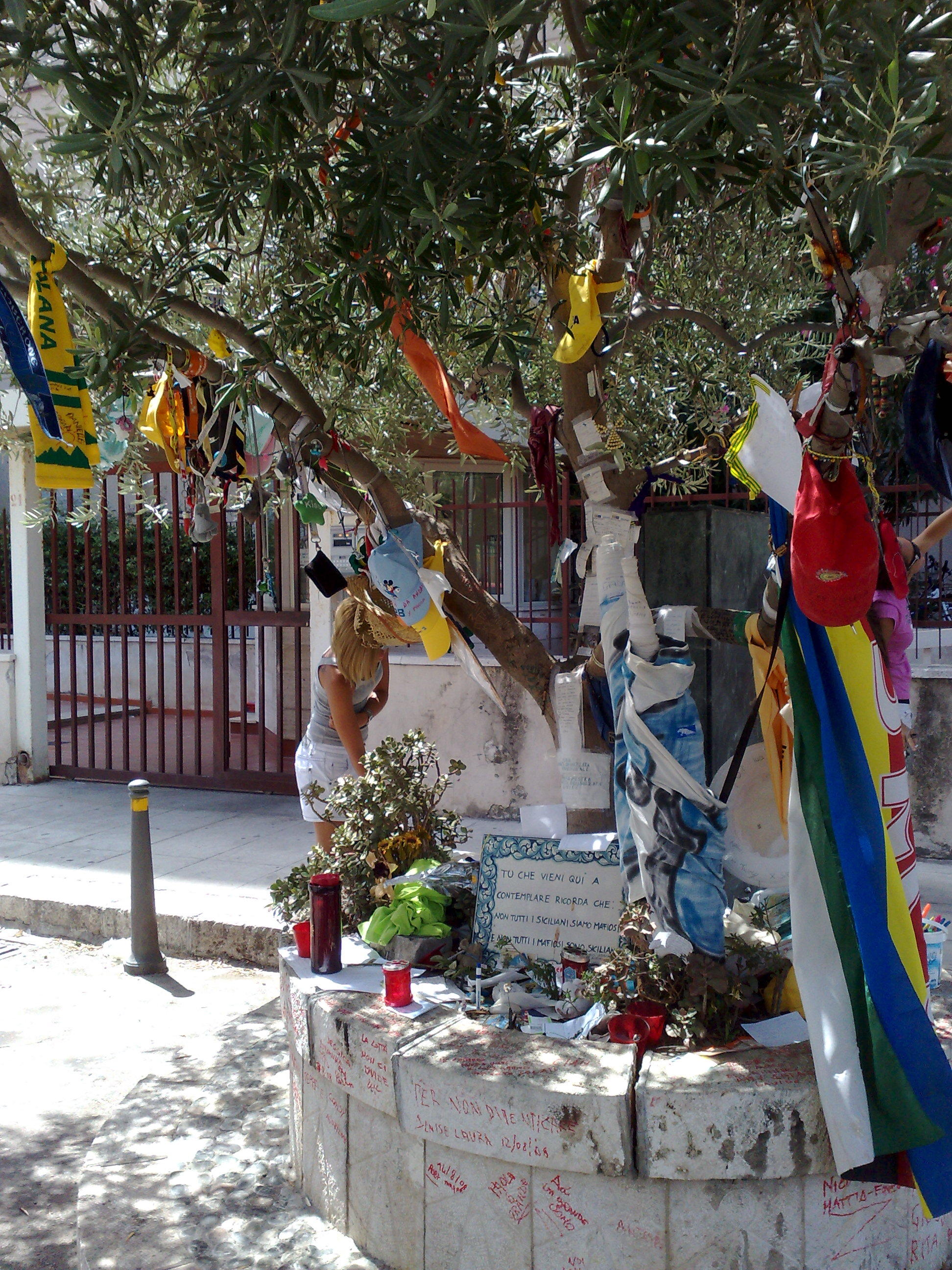
Via D'Amelio: arbore memorial aflat în locul unde au fost ucişi Paolo Borsellino şi escorta sa

La 19 iulie 1992, după ce a servit prânzul la Villagrazia cu soția sa Agnese și cu copiii Manfredi și Lucia, Paolo Borsellino s-a dus împreună cu escorta sa în via D'Amelio, unde locuia mama sa.
Un Fiat 126 parcat în apropierea locuinței mamei sale, încărcat cu circa 100 kg de TNT, a explodat la trecerea procurorului, ucigând, pe lângă Paolo Borsellino, pe cei cinci agenți din escorta sa: Emanuela Loi (prima femeie din Poliția italiană căzută la datorie), Agostino Catalano, Vincenzo Li Muli, Walter Eddie Cosina și Claudio Traina. Unicul supraviețuitor a fost Antonino Vullo, care atunci parca unul din vehiculele escortei.
Cu puține zile înainte de a fi ucis, la o întrunire organizată de revista MicroMega, precum și într-un interviu televizat acrodat lui Lamberto Sposini, Borsellino vorbise despre condiția sa de „condamnat la moarte”. Știa că fusese luat în vizor de Cosa Nostra și știa cât de dificil renunță mafia la a-i elimina pe cei pe care i-a desemnat în acest sens.
Antonino Caponnetto, care imediat după atentat, a declarat trist: „Nu mai există speranță...”, după mai mulți ani, într-un interviu acordat lui Gianni Minà își amintea că „Paolo ceruse chesturii – deja cu vreo douăzeci de zile înainte de atentat – să dispună ridicarea vehiculelor din zona adiacentă domiciliului mamei sale. Dar cererea a rămas neascultată. Și în ziua de azi aștept să aflu cine a fost funcționarul responsabil cu siguranța lui Paolo, dacă s-au luat măsuri disciplinare în cazul său și cu ce consecințe”.

## Amintirea
În ziua în care a fost ucis, Borsellino a fost decorat post-mortem cu medalia Valor civile, pentru lupta sa de „respingere cu riguroasă coerență a amenințării pe care o reprezintă organizațiile mafiote la adresa statului democratic.”
Figura lui Paolo Borsellino, împreună cu cea a lui Giovanni Falcone, au lăsat un mare exemplu pentru societatea civilă și pentru instituțiile din Italia și de peste hotare.
În amintirea sa sunt denumite numeroase școli și asociații, precum și aeroportul internațional din Palermo „Falcone și Borsellino” (fost „Punta Raisi”) și o aulă a facultății de drept de la Universitatea din Roma La Sapienza.